# Jake Guzik
Jake „Greasy Thumb“ Guzik (* 20. Mai 1886 nahe Krakau; † 21. Februar 1956 in Chicago) war ein US-amerikanischer Mobster und enger Assoziierter des Chicago Outfit, dem er lange Zeit als oberster Finanz-, Rechts- und später auch Politikberater diente.
Sein Spitzname „Greasy Thumb“ (Schmierdaumen) erhielt er, weil seine Beratungsarbeit insbesondere auch darin bestand, das politische Umfeld, Polizei, Justiz und Politik mit Bestechungsgeldern zu beeinflussen.

## Leben
Geboren vermutlich nahe Krakau, kam er um 1902 in die USA. Seine Eltern stammten aus Kattowitz. Später war er – zum Teil gemeinsam mit seinem Bruder Harry Guzik – aktiv im Geschäft mit Prostitution, Zwangsprostitution und Schutzgelderpressungen in der South-Side Chicagos, womit er seinen Rivalen Jack Zuta zunehmend verdrängte.
In den frühen 1920er Jahren erfuhr er von Plänen, Al Capone zu ermorden, informierte ihn und wurde bald zu dessen engstem Verbündeten und Mitarbeiter. Guzik wurde zum Schatzmeister und Geldbeschaffer der Organisation und bis zu seinem Tod 1956 hatte sein Wort Gewicht bei den Vollmitgliedern des Outfit.
Klein von Gestalt, kurzsichtig, übergewichtig und physischer Gewalt abgeneigt, unfähig, eine Waffe zu benutzen, war er Capone und den meisten Mobstern geistig weit überlegen, die diese Überlegenheit ebenso wenig in Frage stellten wie seine Loyalität zur Organisation und seine persönliche Anhänglichkeit an Capone selbst, der Guzik immer gegenüber jedermann in Schutz nahm. Bezeichnend dafür ist eine Episode, die sich 1924 ereignete: Als Guzik in einer Kneipe von einem Mann verprügelt und als „Judenlümmel“ beschimpft wurde, stellte Al Capone diesen Mann später zur Rede und machte ihm Vorwürfe, warum er „den kleinen Juden zum Heulen“ gebracht hätte. Als dieser antwortete „Geh zurück zu deinen Mädchen, du Spaghettifresser-Zuhälter“, zog Al Capone wortlos seinen Revolver, hielt ihn ihm an den Kopf und leerte die ganze Trommel.
Guzik starb während des Essens an einem Herzinfarkt. Chicagos größte Synagoge war bei seinem Trauergottesdienst voll besetzt und zählte dabei mehr italienischstämmige – und damit in der Regel christlich/katholische – Besucher als jemals zuvor.